# Turá Lúka
Turá Lúka je městská část města Myjava.

## Polohopis
Nachází se v Myjavské pahorkatině, na horním toku řeky Myjava. Leží na silnici II. třídy č. 581, 3 km na západ od centra města. Je východiskem na túru k hradu Branč.

## Dějiny
Turá Lúka byla původně kopaničářská obec. První písemná zmínka pochází z roku 1580, kdy patřila k panství hradu Branč. V roce 1672 zde došlo ke vzpouře proti násilné rekatolizaci. V roce 1674 zde byl umučen správce fary jezuitský kněz Ján Simonides. Od roku 1980 je součástí města Myjava.

## Kultura a zajímavosti

### Památky
- Římskokatolický kostel sv. Jana Nepomuckého, jednolodní renesanční stavba s polygonálním ukončením presbytáře a představěnou věží z roku 1610. Kostel prošel obnovou v roce 2010. Interiér je zaklenut valenými klenbami s lunetami. Nachází se zde zděný varhanní chór. Hodnotné barokní zařízení včetně hlavního oltáře, bočních oltářů a kazatelny, které udával Soupis památek na Slovensku z roku 1969 bylo odstraněno. Zachovaly se pouze tři volně umístěné barokní obrazy, obraz sv. Jana Nepomuckého pochází z odstraněného oltáře.[1] Fasády kostela jsou členěny lizénami a segmentově zakončenými okny se šambránami. Věž je ukončena jehlancovou helmicí.

- Evangelický kostel, jednolodní neoklasicistní stavba s polygonálním ukončením presbytáře, bez věže, z let 1792–1793. V interiéru se nachází plochý strop a korýtková klenba. Empora je zděná tříramenná. Oltář ve stylu luiséz s centrálním obrazem Ježíše v Getsemanské zahradě a bočními sochami apoštolů Petra a Pavla pochází z konce 18. století. Kazatelna pochází ze stejného období.[2] Fasády kostela jsou hladké, členěné opěrnými pilíři a segmentově zakončenými okny. Portály mají segmentové frontony. Při kostele stojí zděná zvonice s jehlancovou helmicí.

- Rodný dům architekta Dušana Jurkoviče, jednopodlažní zděná stavba na půdorysu písmene L ze 17. století. Úpravami prošel v 19. a 20. století.[3] Objekt má po modernistické úpravě hladké fasády.

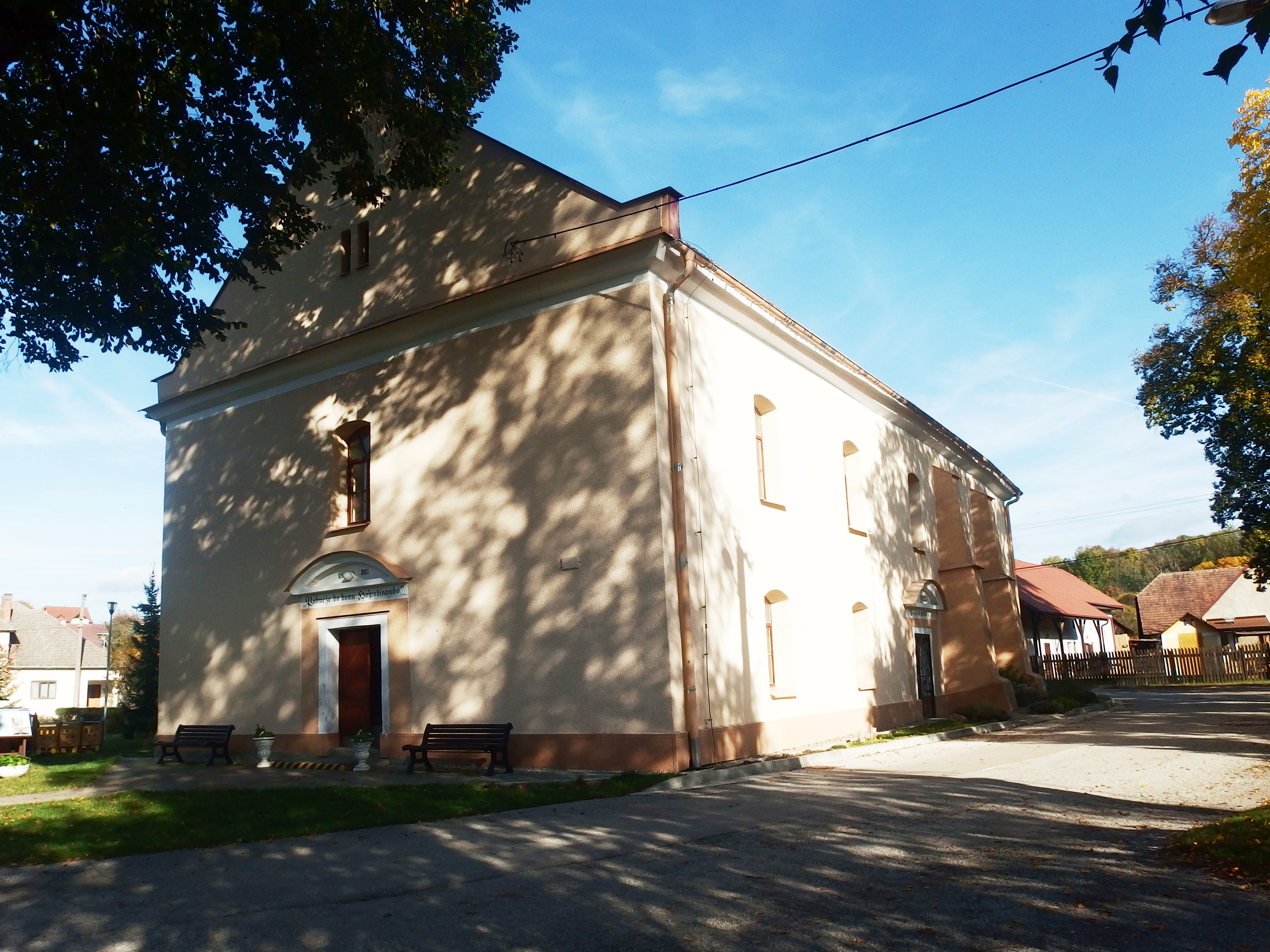
Evangelický kostel
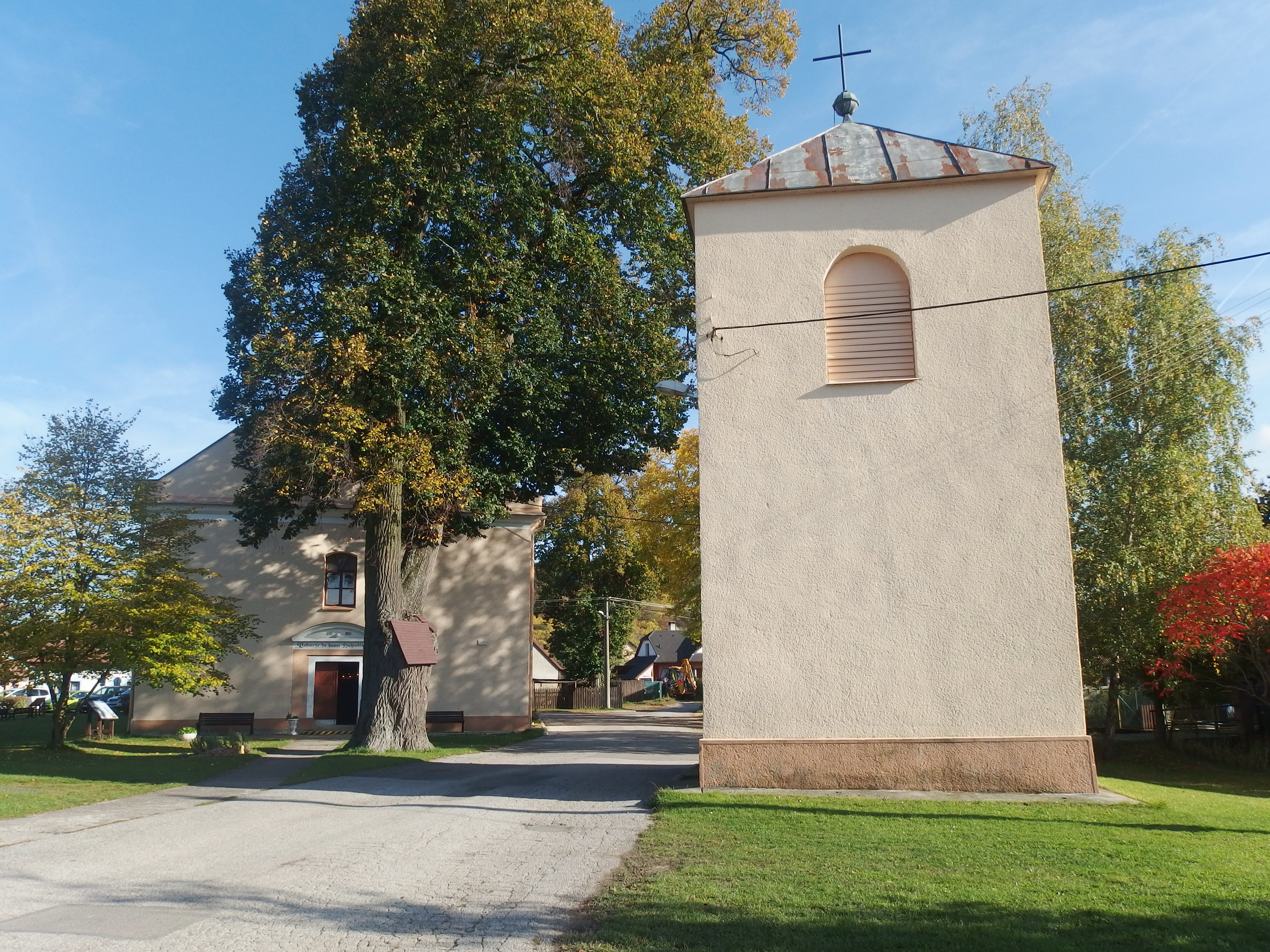
Zvonice
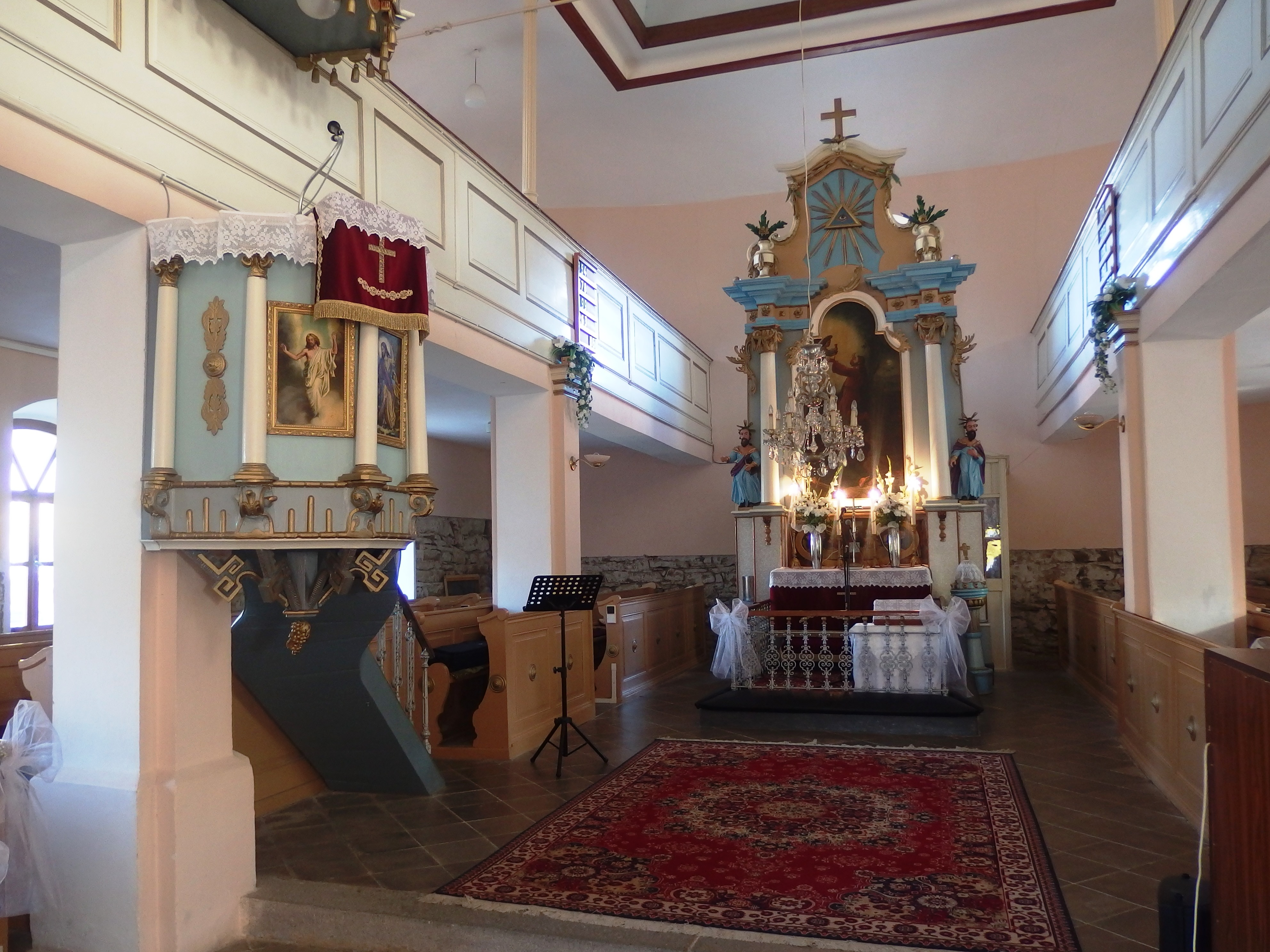
Interiér kostela

### Pomníky
- Pomník na památku dvanácti evangelíků popravených po potlačení Turolúcké vzpoury 27. 7. 1672, kamenná stéla na půdorysu obdélníku z roku 1938.[4]

### Zajímavosti
Zachovaly se zde některé lidové zvyky (písně, hry, zvyky), v minulosti byla obec známá krajkářstvím a výšivkářstvím.

## Osobnosti obce

### Rodáci
- Ján Černek (1896–1977), československý legionář, důstojník, účastník Slovenského národního povstání, politický vězeň komunistického režimu, generálmajor in memoriam
- Dušan Jurkovič (1868–1947), architekt, designér a etnograf
- Jaroslav Kubečka (1934–2025), ekonom a politik

### Působili zde
- Daniel Krman (1663–1740), barokní spisovatel, překladatel, vydavatel, evangelický farář a superintendent
- Samuel Jurkovič (1796–1873), pedagog, kulturní pracovník, organizátor družstevnictví